# Bordány
Bordány là một thị trấn thuộc hạt Csongrád, Hungary. Thị trấn này có diện tích 36,48 km², dân số năm 2010 là 3230 người, mật độ 89 người/km².